# Noppväv
Noppväv är en väv med noppor eller öglor i dekorativt syfte.
Vävtekniken var känd i det gamla Egypten och består av att uppåtstående öglor skapas genom att inslagstråden plockas upp på en sticka upprepade gånger efter vävbredden. Inslaget fästs med bottenvävsinslag däremellan.
I Sverige är tekniken ganska sentida. Sängtäcken i vit mönstrad noppväv av bomull blev mycket populära under 1800-talet och spred sig snabbt över hela landet. På Gotland, Mellansverige och Västergötland har även noppvävar i färgat garn tillverkats. I Norrland har noppväv av ullgarn förekommit.
I äldre tid kunde ordet beteckna ett grövre linnetyg, till exempel blångarnsväv.